# 김찬업
김찬업(金贊業)은 근세조선의 판소리 명창이다. 전라북도 흥덕에서 태어났다. 동편제 판소리의 명창이며, 이론가인 김세종에게서 판소리를 배웠다. 박만순, 김세종 이후 동편제 소리의 거장으로 5마당 판소리에 모두 능하였다. 그의 더늠은 《수궁가》 중에서 유명한 토끼의 화상을 그리는 대목이다.